# Joanna Jeżewska
Joanna Jeżewska, również jako Joanna Jeżewska-Adamczyk (ur. 15 grudnia 1965 w Gdyni) – polska aktorka filmowa, teatralna, kabaretowa, dubbingowa i radiowa.

## Życiorys
Absolwentka Państwowej Wyższej Szkoły Teatralnej im. Aleksandra Zelwerowicza w Warszawie (1989), aktorka Teatru Współczesnego. Autorka programu Serwis TV. Znana głównie dzięki serialom. Zagrała postać Magdy Rudnik w serialu M jak miłość oraz dr Olgi Frączak w serialu Samo życie. W 2008 występowała w teleturnieju 300 procent normy. Gościnnie zaśpiewała z Formacyą Nieżywych Schabuf piosenki Centrum wynalazków i Z nożem na ptaki na płycie Wiązanka melodii młodzieżowych.
Popularność przyniosły jej także parodie w programie Szymon Majewski Show, w części pt. Rozmowy w tłoku, gdzie zagrała: Monikę Olejnik, Elżbietę Jaworowicz, Jolantę Kwaśniewską i Karolinę Korwin Piotrowską. W lutym 2013 aktorka wydała swoją debiutancką płytę pt. Martwa natura z kochankiem w tle.
Jako aktorka dubbingowa podłożyła głos pod postaci m.in.: Kangurzycy w Kubusiu Puchatku, Gladys w Skok przez płot, mamy Alexa w Madagaskar 2 oraz Shiry w Epoka lodowcowa 4: Wędrówka kontynentów i Epoka lodowcowa 5: Mocne uderzenie.

## Filmografia
- Maskarada (1986) – aktorka grająca w „Maskaradzie”
- Spadek (1988) – Nastka
- Maria Curie (Marie Curie Une Femme Honorable) (1990) – pracodawczyni Marii
- Rozmowy o miłości (1990) – Anna
- Wielka wsypa (1992)
- Daleko od siebie (1995) – Maria Marczuk
- Odwiedź mnie we śnie (1996) – Agnieszka Kowalik
- Na dobre i na złe (2000) – Helena Tarczyńska
- Samo życie (2002–2008) – dr Olga Frączak
- M jak miłość (2003–2005) – Magda Rudnik, siostra Jacka Mileckiego
- Psie serce (2003) – głos (psa) Kamy i Samary
- Rodzina zastępcza (2006) – Bella, kuzynka Alutki, matka Alinki (odc. 245, 247)
- Dlaczego nie! (2007) – matka Małgosi
- Agentki (2008) – Ewa Kwiatkowska
- Popiełuszko. Wolność jest w nas (2009) – Barbara Sadowska
- Ojciec Mateusz (2009) – Jabłońska (gościnnie)
- Chichot losu (2010) – Helena Wilczyńska, kuzynka Elżbiety (odc. 6)
- Czas honoru (2011, sezon IV) – Elza Kugel, żona Jürgena
- Hotel 52 (2011) – Marianna Woroszyło (odc. 42)
- Prawo Agaty (2012) – psychoterapeutka (odc. 10)
- Wszystko przed nami (2012) – Róża Szczepańska
- Ucho Prezesa (2017) – pani Magda, dziennikarka radiowa

### Dubbing
- 2021: Zaplątani w czasie – Coco[2]
- 2018: Krzysiu, gdzie jesteś? – Kangurzyca
- 2016: Epoka lodowcowa 5: Mocne uderzenie – Shira
- 2012: Przygody Sary Jane – Sara Jane
- 2012: Epoka lodowcowa 4: Wędrówka kontynentów – Shira
- 2011: Kubuś i przyjaciele – Kangurzyca
- 2011: Harry Potter i Insygnia Śmierci: Część II – Narcyza Malfoy
- 2010: Ryś i spółka, czyli zwierzaki kontratakują – Róża
- 2010: Mass Effect 2 – EDI
- 2010: Małe królestwo Bena i Holly – Niania
- 2010: Harry Potter i Insygnia Śmierci: Część I – Narcyza Malfoy
- 2009: Przygody misia Krzysia
- 2009: Książę i żebrak – hollywoodzka opowieść – Jerry
- 2009: Harry Potter i Książę Półkrwi – Narcyza Malfoy
- 2008: Opowieści na dobranoc – Donna
- 2008: Madagaskar 2 – mama Alexa
- 2008: Wyspa Nim – Alexandra Rover
- 2007: Co gryzie Jimmy’ego? (serial) – mama
- 2007: Zaczarowana
- 2007: High School Musical 2 – pani Darbus
- 2007: Moi przyjaciele – Tygrys i Kubuś – Kangurzyca
- 2006: Co gryzie Jimmy’ego? (film) – mama
- 2006: Brzydkie kaczątko i ja – Phyllis
- 2006: I ty możesz zostać bohaterem – Emily
- 2006: Na psa urok – nauczycielka
- 2006: Skok przez płot – Gladys
- 2006: Auta – Minnie
- 2006: Nowa szkoła króla – Chaca
- 2005: Opowieści z Narnii: Lew, czarownica i stara szafa
- 2005: Scooby Doo na tropie Mumii – Kleopatra
- 2005: Garbi: super bryka – pani z TV
- 2005: Nowe szaty króla 2 – Chicha
- 2005: Kubuś i Hefalumpy – Kangurzyca
- 2005: Kirikou i czarownica
- 2004–2006: Liga Sprawiedliwych bez granic
- 2004: Legenda telewizji
- 2003: Nawiedzony dwór – Silvermanowa
- 2003: Maleństwo i przyjaciele – Kangurzyca
- 2003: Prosiaczek i przyjaciele – Kangurzyca
- 2002–2003: Ozzy i Drix
- 2002–2005: Co nowego u Scooby’ego?
- 2002: The Ring – Ruth
- 2002: Planeta skarbów – Sara Hawkins
- 2001: Kubusiowe opowieści – Kangurzyca
- 2000: Tygrys i przyjaciele – Kangurzyca
- 2000: Nowe szaty króla – Chicha
- 1999: Bibi Blocksberg – Barbara
- 1998–2001: Histeria – rola w dubbingu i wykonanie piosenek
- 1998–2000: I pies, i wydra – wykonanie piosenek
- 1992–1998: Batman
- 1988: Scooby Doo: Szkoła upiorów
- 1973: Robin Hood
- 1972–1973: Nowy Scooby Doo